# 2006年老挝国民议会选举

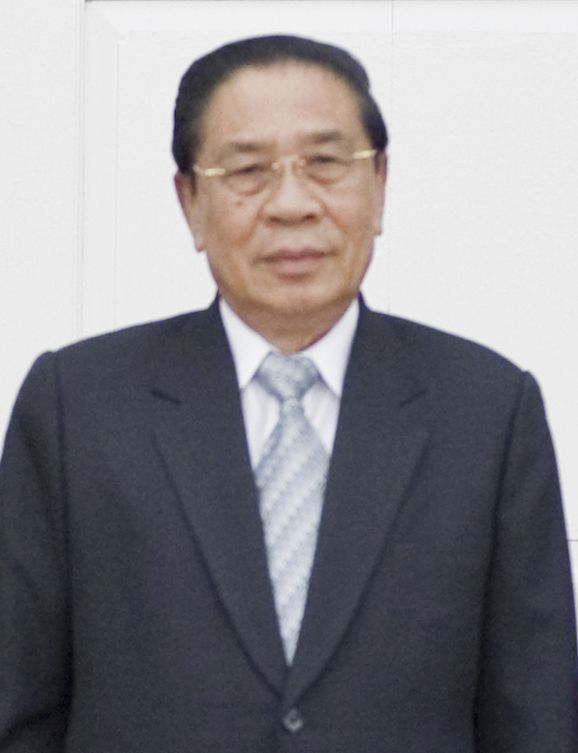
朱馬利·賽雅貢

2006年老挝国民议会选举是老挝国民议会在2006年4月30日举行的选举，一共选出115名国民议会的议员，上届是109个席位，这届增加了6个席位，其中113席位被老挝人民革命党取得，另外2席位是无党籍人士。
2006年3月21日，朱馬利·賽雅貢在老挝人民革命党第八次代表大會中當選為總書記兼任中央國防與治安委員會主席，成為老挝的黨和國家最高領導人。

## 内容
| 党派           | 席位 |
| -------------- | ---- |
| 老挝人民革命党 | 113  |
| 无党籍         | 2    |
| 总计           | 115  |